# Ideologia da defesa social
A ideologia da defesa social é a síntese de uma evolução do pensamento penal e penitenciário. É o conjunto das representações sobre o crime, a pena e o direito penal construídas pelo saber oficial visando proteger bens jurídicos lesados garantindo penalidades igualitárias e controle da criminalidade em defesa da sociedade mediante a intimidação e ressocialização. Legitima a ideologia da punição na sociedade atual.

Surge da necessidade de situar os elementos de uma teoria do desvio, dos “comportamentos socialmente negativos”, e da criminalização, dentro de uma especifica estrutura econômico-social. Essa estrutura inicialmente foi contemporânea à revolução burguesa como uma forma de retirar o caráter espiritual do crime e conduzi-lo a uma progressiva cientifização adequando às exigências políticas da sociedade burguesa e da mudança do estado liberal clássico para o social.

## Princípios
A ideologia da defesa social pode ser definida mediante princípios:
- Princípio da Legitimidade: Estado como expressão da sociedade é legítimo para reprimir criminalidade por meio de instâncias oficiais de controle social (legislação, policia, magistratura). Reprovam e condenam comportamento desviante para reafirmar valores e normas sociais.
- Princípio do Bem e do Mal: o bem seria a sociedade constituída, o mal seria o desvio criminal, delinquente.
- Princípio da Culpabilidade: delito é expressão de atitude interior reprovável, escolha livre do indivíduo.
- Princípio da Finalidade ou da Prevenção: função da pena não é só retribuir, mas também prevenir o crime. Tem função de criar uma justa e adequada contramotivação ao comportamento criminoso e também ressocializar o delinquente. A pena teria a função, visto que prevista de maneira não concreta no ordenamento penal, de promover uma conduta negativa ao comportamento delituoso, a fim de intimidar o indivíduo (prevenção geral negativa), que deixaria de praticar a conduta delituosa para não se ver refém do ius puniendi estatal. Por outra monta, a pena prevista ressocializaria o criminoso (prevenção geral positiva), solapando a reincidência.
- Princípio da Igualdade: a criminalidade é violação da lei que é igual para todos.
- Princípio do Interesse Social e do Delito Natural: interesses protegidos pelo direito penal são interesses comuns a todos cidadãos. Mas há também delitos artificiais que são aqueles que violam certo arranjo político e econômico.

## Contextualização das Escolas Positivista eClássica

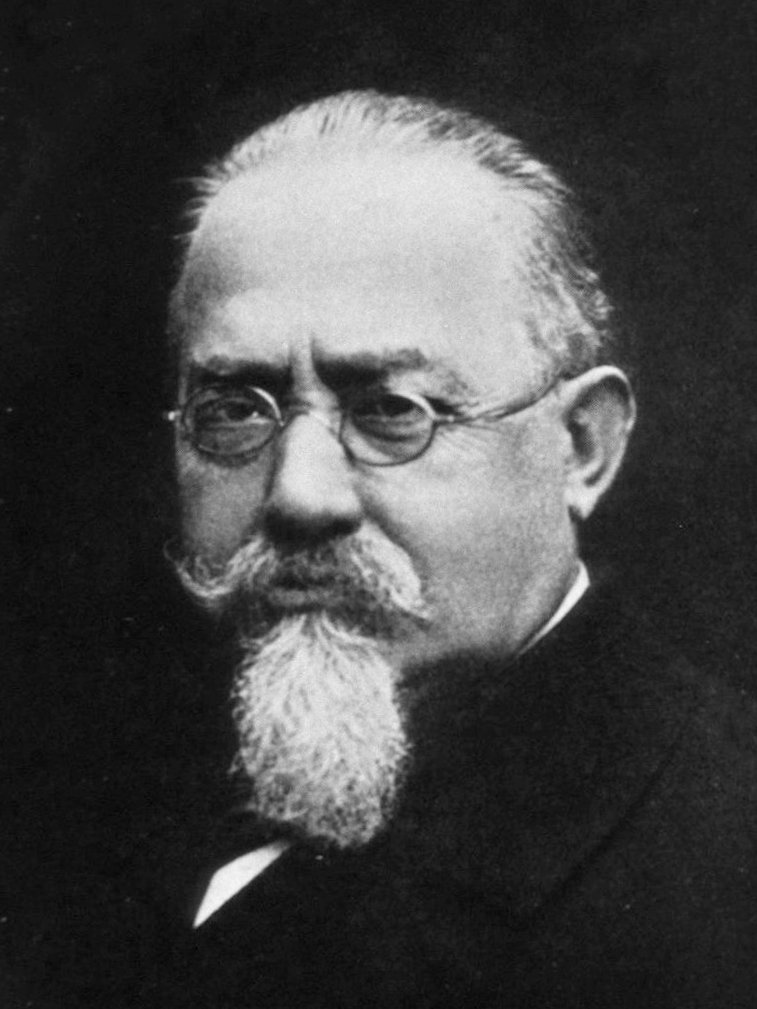
Cesare Lombroso

Há que se falar que a Ideologia da Defesa Social é comum à escola clássica e à escola positiva, tendo sido uma herança da escola clássica para a positivista. O modelo de ciência penal integrada foi realizado por ambos, isto é, o estudo da ciência jurídica e a concepção geral do homem de forma relacionadas. Ainda que para cada escola a percepção do homem e da sociedade fossem diferentes, ambas as correntes de pensamento afirmavam a ideologia da defesa social. As diferenças da ideologia da defesa social da escola liberal clássica e da positivista não residem no conteúdo e valores fundamentais dignos de tutela nem na atitude metodológica, mas sim o objeto e ótica da ciência criminológica. 
Para a Escola Liberal Clássica o objeto é mais o criminoso do que o próprio crime, se ligando a ideia de livre arbítrio e igualdade substancial entre criminoso e não criminoso. Pautando pela racionalidade, ou seja, razão como critério da verdade, em que o crime ocorre quando alguém age irracionalmente tomando decisão errada. Tal escola foi fundada por Beccaria, e também recebeu grande destaque Carrara como iluminista jurídico penal. 

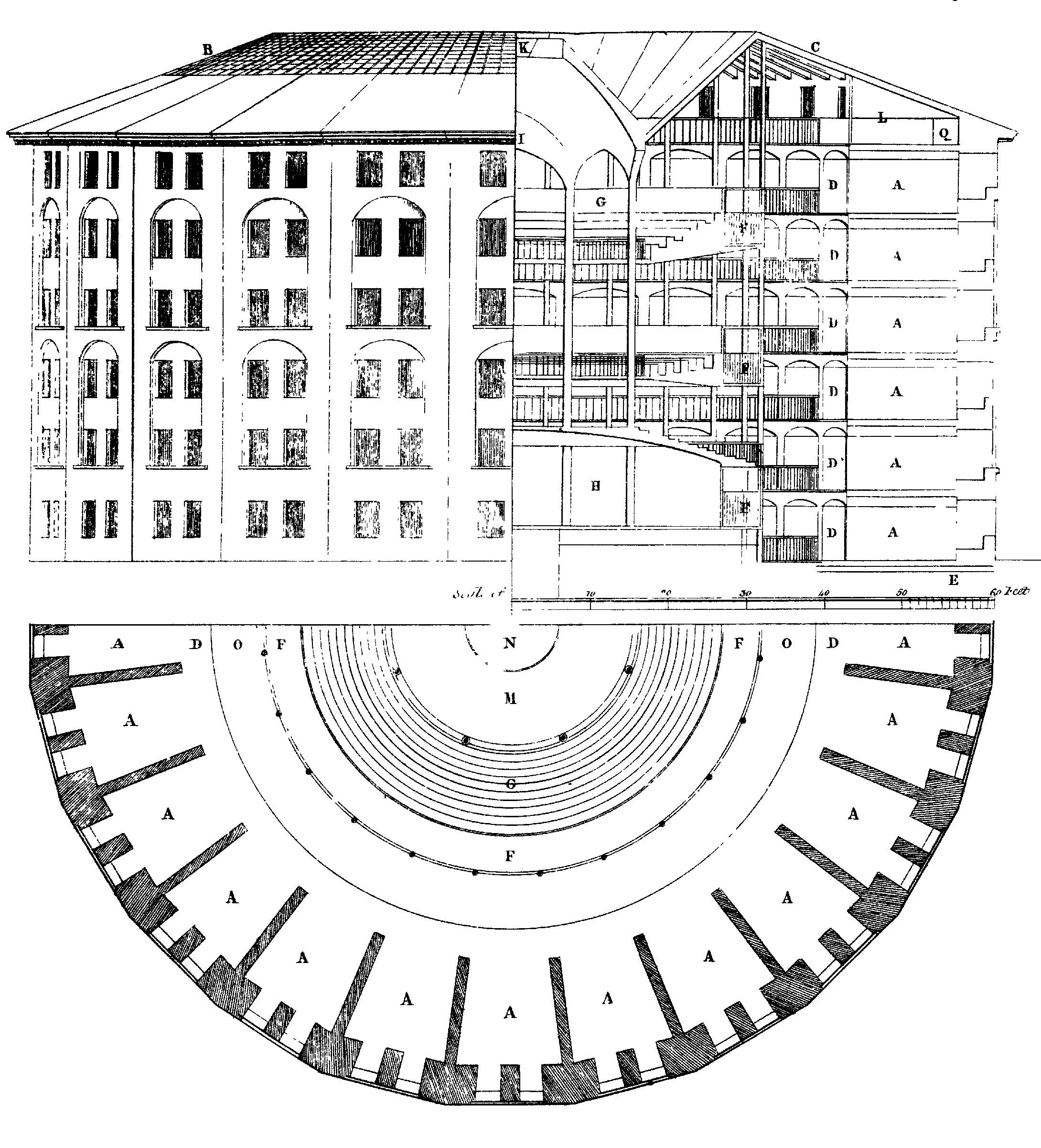
Pan-óptico desenhado por Jeremy Bentham

Já para a Escola Positivista a tarefa da criminologia estava restrita à análise do comportamento do criminoso, partindo do pressuposto de que havia uma diferença irremediável entre pessoas criminosas e não criminosas, dava uma explicação causal do comportamento criminoso (caráter do indivíduo e comparação com não criminoso), busca no indivíduo as causas do crime.
Dentro os introdutores de um pensamento positivista, Jeremy Bentham (1748- 1832) foi o primeiro autor que tratou dessa redução ao empirismo para ele pena tem funções preventiva e retributiva e a pena jurídica não diferia tanto da moral, por isso criou um estabelecimento carcerário próprio (pan-óptico). Contudo, isto foi somente uma introdução ao positivismo. Seu real nascimento se deu com Cesare Lombroso (1835-1909) que foi um dos principais formuladores das ideias da Criminologia Etiológica, sendo seu livro L’uomo delinquente, publicado em 1878, considerado a obra fundadora desse ramo da criminologia.  O pensamento Lombrosiano, com a criação da figura do “delinquente nato” e consequente biologização do delito, fez da criminologia um saber cujo objetivo era assinalar signos e sintomas de uma categoria da espécie humana considerada inferior. O contexto histórico no qual se desenvolveu teve direta influência na criação dos estereótipos criminosos, já que nutriam das características físicas dos colonizados pelas potências europeias da época, deixando transparecer a predominância do pensamento racista e preconceituoso de que a raça humana era considerada mais evoluída na Europa, onde a criminalidade significa um acidente biológico que impedira um europeu de desenvolver-se até atingir o estado de evolução biológica correspondente à sua civilização.

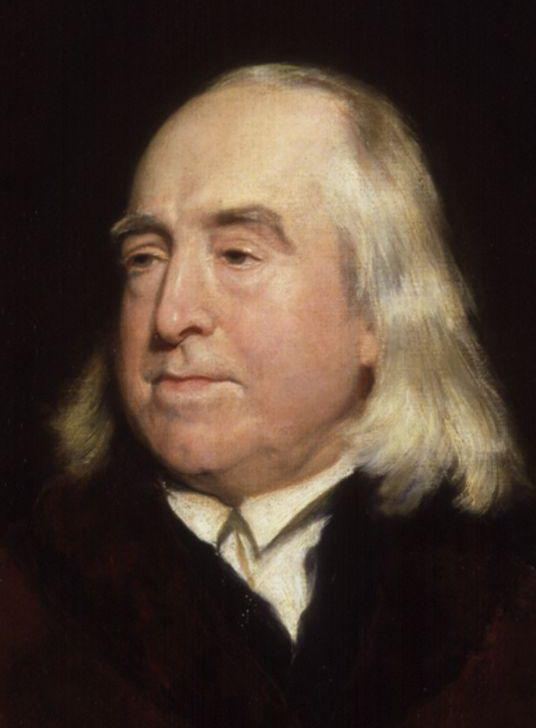
Jeremy Bentham

Contudo coube a Enrico Ferri (1856-1929) dar uma roupagem jurídica. Ferri retomou a teoria da defesa social, baseando a responsabilidade do Estado de defender-se em uma circunstância objetiva: o ser humano ser uma célula do organismo social.Já Rafael Garofalo (1851 – 1934) autor do livro Criminologia recebeu influência do jusnaturalismo e buscou encontrar um conceito de delito natural. Percebeu que não podia negar historicamente o relativismo valorativo, ou seja, há condutas que nem sempre foram consideradas criminosas em todas as culturas. Percebeu então que não seria possível por meio de análise de dados chegar ao delito natural, lançou-se na procura para análise dos sentimentos, pela via irracional o que o levou ao etnocentrismo. 
No entanto, houve versões do positivismo que não baixaram tanto seu nível de conteúdo pensante como de Franz von Liszt (1851-1919) que concebeu a ciência total do direito penal, encarregada da tarefa i) criminológica - investigação científica das causas do delito e efeito das penas; ii) político-criminal - tarefa valorativa que resulta da científica; e iii) dogmática - impor limites à política criminal. Também Karl Binding (1841-1920) que defendia a tese da pena como retribuição e se refugiava no positivismo jurídico. E merece destaque Pedro García Dorado Montero (1861-1919), crítico da ideologia da defesa social de Garofalo. Refutava a teoria do delito natural, afirmando que estes são criados e listados pelo Estado, de forma que, porque o Estado quer proibir determinados atos e os homens, apesar de livres, estão determinados a praticar crimes, estes devem ser recuperados ou educados para não incorrer nos delitos. Com esse pensamento Montero nega a ideologia da defesa social, fazendo desaparecer o direito da sociedade de defender-se e, consequentemente, a própria responsabilidade penal.  Para ele a proposta não poderia ser mais clara: porque o estado quer proibir determinados atos e os homens não são livres, mas estão determinados para pratica-los, os homens devem ser recuperados ou educados para não incorrer neles, não sendo este um direito do estado, mas sim dos homens que vivem em sociedade. Daí o nome pelo qual sua teoria é conhecida: o direito protetor dos criminosos.

## Ideologia Levantada em Substituição à Ideologia da Defesa Social
Com a derrocada da ideologia da defesa social, novas correntes acerca da criminologia surgiram como saneadoras. Há adaptações, que de fato aprimoram a ideologia da defesa social, porém, continuam apenas modificando-a, sem que haja a elaboração de um teoria criminológica revolucionária adequada a seu tempo. Para Baratta, esse enclave seria solucionado mediante a confluência entre “a mais avançada criminologia e teoria social da criminalidade” e o pensamento penalista, ou seja, a tese deve abarcar o contemporâneo contexto socioeconômico em sua integralidade, considerar, de forma abstrata, as circunstâncias econômicas vigentes, todos os conflitos sociais provocados pelo sistema econômico, e ainda, definir claramente a sociedade atual.
Houve também um renascer de certas formas de criminologia positivista com base no garantismo penal clássico: política penal seletiva com fundamento ideológico na defesa social, porém com bases mais tecnológicas e atuais. 
Desenvolveu-se a Criminologia crítica em oposição à Criminologia Etiológica. A Criminologia crítica é construída pela mudança do objeto de estudo e do método de estudo do objeto: o objeto é deslocado da criminalidade, como dado ontológico, para a criminalização, como realidade construída, mostrando o crime como qualidade atribuída a comportamentos ou pessoas pelo sistema de justiça criminal, que constitui a criminalidade por processos seletivos fundados em estereótipos, preconceitos e outros, desencadeados por indicadores sociais negativos de marginalização, desemprego, pobreza, moradia em favelas etc; o estudo do objeto não emprega o método etiológico das determinações causais de objetos naturais empregado pela Criminologia tradicional, mas um duplo método adaptado à natureza de objetos sociais: o método interacionista de construção social do crime e da criminalidade, responsável pela mudança de foco do indivíduo para o sistema de justiça criminal, e o método dialético que insere a construção social do crime e da criminalidade no contexto da contradição capital/trabalho assalariado, que define as instituições básicas das sociedades capitalistas.
Dessa forma, extrai-se que a aplicação da Ideologia da Defesa Social atualmente não se faz mais coerente uma vez visa a manutenção de um quadro social, não refletindo sobre o problema do etiquetamento social e os seus efeitos e baseando-se ainda na crença de um Direito Penal como remédio para todos os males.